# Winston tastes good like a cigarette should
Winston tastes good like a cigarette should („Winston schmeckt gut, [so] wie eine Zigarette [es] sollte“) ist ein Werbeslogan, mit dem die amerikanische Zigarettenmarke Winston von  ihrer Markteinführung 1954 bis 1972 ihr Produkt bewarb.
In den USA ist der Satz bis heute einer der bekanntesten Werbesprüche der Geschichte, das Branchenblatt Advertising Age kürte ihn zum achtbesten Jingle aller Zeiten. 1988 nahm der Zitatalmanach Simpson's Contemporary Quotations ihn in seine Sammlung zeitgenössischer Zitate auf. Weiterhin ist der Werbespruch wohl einer der bekanntesten grammatikalisch falschen Sätze der englischen Sprache.

## Geschichte
Der Slogan wurde 1954 von Bowman Gray Jr., dem Präsidenten des Tabakkonzerns R.J. Reynolds Tobacco Company, ausgewählt, der für die Markteinführung der neuen Marke verantwortlich war; der stilistisch gehobener erscheinende, aber grammatikalisch ebenso falsche Vorschlag Winston tastes good like a cigarette ought to wurde verworfen.
Die erste gedruckte Anzeige mit dem Slogan erschien im September 1954 in der Lokalzeitung Pittsburgh Post-Gazette, mit einer weiteren Anzeige in der Publikumszeitschrift Life wurde im Folgemonat eine landesweite Werbekampagne lanciert. 1955 übernahm Winston das Sponsoring der Fernsehshows von Walter Cronkite und Garry Moore und sorgte so für eine Verbreitung des Slogans auch über das neue Massenmedium Fernsehen. In den Radio- und Fernsehanzeigen wurde der Satz mehr gesungen als gesprochen. Die Eingängigkeit wurde mit einem rhythmischen Kniff gesteigert, indem zwischen den Worten like a und cigarette should ein zweifaches Händeklatschen ertönte. In späteren Spots wurde dieses perkussive Element variiert, indem etwa ein Schauspieler zweimal in kurzer Abfolge sein Feuerzeug zündete. In späteren Jahren war Winston Sponsor von Fernsehserien wie The Beverly Hillbillies und Familie Feuerstein. In diesem Rahmen wurden die Schauspieler der erstgenannten Sitcom für Spots eingespannt, in denen sie die Vorzüge der Winston-Zigaretten belobigten und zum Abschluss den Werbeslogan zum Besten gaben. Auch Wilma und Fred Feuerstein waren in eigens produzierten Zeichentrickspots beim Rauchen von Winstons zu sehen, was zu Protesten in der Medienöffentlichkeit führte, da diese Serie auch und vor allem von Kindern gesehen wurde. Winston gab sein Sponsoring für die Familie Feuerstein jedoch erst 1963 nach der „Geburt“ der Feuerstein-Tochter Pebbles auf.

## Grammatikkontroverse
Während der zwei Jahrzehnte, in denen der Slogan über die Medien verbreitet wurde, wurde häufig darauf hingewiesen, dass er streng genommen grammatikalisch falsch ist – richtig müsste er Winston tastes good as a cigarette should lauten. Der Gebrauch von like als Konjunktion ist in der amerikanischen Umgangssprache zwar weit verbreitet, konservativen Sprachhütern jedoch von jeher ein Dorn im Auge. Zu diesen zählte sich offenbar auch Walter Cronkite, der Anchorman der von Winston gesponserten The Early Show, der sich weigerte, den Satz auszusprechen, und so musste ein weiterer Sprecher gefunden werden, der den Slogan stellvertretend für ihn sprach. In seinem Buch The Tipping Point implizierte der Autor Malcolm Gladwell jedoch, dass erst der „grammatisch falsche und recht provokante Gebrauch von like anstelle von as“ den durchschlagenden Erfolg der Marke ermöglicht habe. 1966 überholte Winston Pall Mall in der Gunst der Raucher und wurde zur meistgerauchten Zigarettenmarke der USA.
Einen Höhepunkt erreichte die Kontroverse um den Gebrauch von like anstelle von as um 1961, als die dritte Ausgabe des New International Dictionary aus dem Hause Merriam-Webster erschien, dem tonangebenden Wörterbuchverlag des Landes. In dieser überarbeiteten Auflage weigerten sich die Herausgeber, den Gebrauch von like als Konjunktion zu verurteilen und zitierten Winston tastes good like a cigarette should als Beleg für die weite Verbreitung dieses sprachlichen Phänomens. Die New York Times verunglimpfte die Neuauflage des New International Dictionary daraufhin als „bolschewistisch“, und die Chicago Daily News deutete die Entscheidung der Herausgeber des Wörterbuchs als Zeichen für einen  allgemeinen Verfall der Sitten.
Winston reagierte 1970 mit einer neuen Kampagne auf die Vorwürfe und führte als neuen Slogan die Frage ein What do you want, good grammar or good taste? („Was willst du, gute Grammatik oder guten Geschmack?“); der grammatikalisch grenzwertige alte Werbespruch wurde endgültig 1972 aufgegeben.